# Paromenia signata
Paromenia signata är en insektsart som beskrevs av Young 1977. Paromenia signata ingår i släktet Paromenia och familjen dvärgstritar. Inga underarter finns listade i Catalogue of Life.